# Popileňský rajón
Popileňský rajón (ukrajinsky Попільнянський район) byl rajón v Žytomyrské oblasti na Ukrajině. Hlavním městem byl Olevsk a rajón měl přibližně 31 tisíc obyvatel. 

## Sídla v rajónu
- Kornyn
- Popilňa